# 1959 Karbyshev
Az 1959 Karbyshev (ideiglenes jelöléssel 1972 NB) a Naprendszer kisbolygóövében található aszteroida. Ljudmila Zsuravljova fedezte fel 1972. július 14-én.